# پایگاه هوایی هردنیا

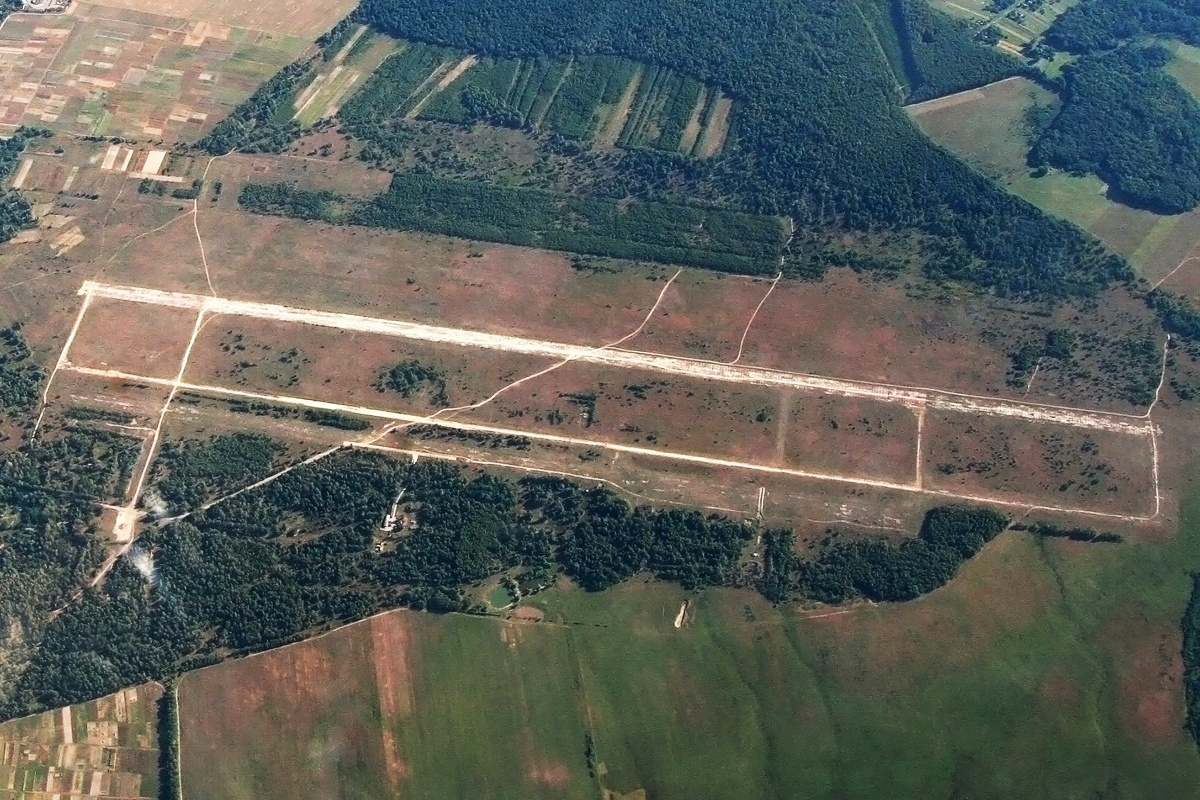
تصویر هوایی از پایگاه هوایی هردنیا در اوکراین

پایگاه هوایی هردنیا (به انگلیسی: Horodnia (air base)) یک فرودگاه نظامی است که یک باند فرود بتن دارد و طول باند آن ۲۵۰۰ متر است. این فرودگاه در شهر هورودنیا کشور اوکراین قرار دارد و در ارتفاع ۱۴۹ متری از سطح دریا واقع شده‌است.